# Asiagomphus yayeyamensis
Asiagomphus yayeyamensis é uma espécie de libelinha da família Gomphidae.
É endémica de Japão.